# 海峡都市报
《海峡都市报》（英語：Strait News）是中華人民共和國福建省第一张面向全省的综合性都市生活報紙， 于1997年10月1日開始發行。由海峡都市报社負責出版 ，隸屬於福建日报报业集团。
1998年，海峡都市报·闽南版创刊。